# Nottingham

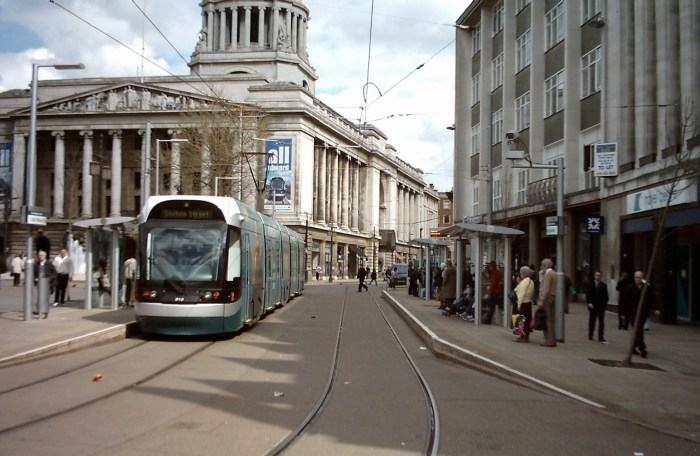
Tramwaj mijający budynek rady miejskiej w centrum Nottingham

Położenie dystryktu w hrabstwie Nottinghamshire

Nottingham – miasto (city) i dystrykt (unitary authority) w środkowej Anglii, w hrabstwie Nottinghamshire, położone nad rzeką Trent. Leży 73,2 km na północny wschód od miasta Birmingham i 177,3 km na północny zachód od Londynu. W samym mieście żyje 336 990 mieszkańców, a w otaczającej je konurbacji – 666 358 (2001). Nottingham jest wspomniana w Domesday Book (1086) jako Snoting(e)ham/quin.
Według legendy w okolicach Nottingham miał żyć Robin Hood.
W mieście znajdują się stacja kolejowa Nottingham i dwa uniwersytety – University of Nottingham i Nottingham Trent University, gdzie studiuje odpowiednio 40 829 i 24 225 studentów.

## Gospodarka
W mieście rozwinął się przemysł włókienniczy, farmaceutyczny, maszynowy, spożywczy, odzieżowy oraz meblarski.

## Transport
Przez miasto i w jego pobliżu przebiegają autostrada M1 oraz drogi krajowe A46 i A52. Blisko miasta znajduje się międzynarodowy port lotniczy East Midlands Airport.

## Atrakcje w Nottingham
- Notts County F.C.
- Goose Fair
- katedra
- Nottingham Forest F.C.
- Zamek Nottingham

## Centra handlowe
- Victoria Shopping Centre
- Broadmarsh

## Znani urodzeni w Nottingham
- 1944 – Alvin Lee – współzałożyciel, gitarzysta i wokalista Ten Years After
- 1957 – Robert Harris – powieściopisarz i dziennikarz
- 1961 – Andrew Fletcher – współzałożyciel Depeche Mode
- 1977 – Carl Froch – bokser, były mistrz świata organizacji WBA i IBF kategorii super średniej
- 1981 – Chris Urbanowicz – gitarzysta Editors
- 1994 – Jake Bugg – kompozytor i piosenkarz

## Współpraca
Miejscowości partnerskie:
- Gandawa, Belgia
- Harare, Zimbabwe
- Karlsruhe, Niemcy
- Lublana, Słowenia
- Mińsk, Białoruś
- Ningbo, Chiny
- Timișoara, Rumunia
- Września, Polska[6]